# Sphaerotholus lyonsi
Sphaerotholus lyonsi es una especie del género extinto Sphaerotholus (gr. “cúpula esférica”) de dinosaurio marginocéfalo, paquicefalosaurino, que vivió a finales del período Cretácico, hace aproximadamente entre 76 millones de años, en el Campaniense , en lo que hoy es Norteamérica. Descrito por Woodruff, Schott y Evans en 2023 basándose en un espécimen inmaduro. Vivió en la Formación Dinosaur Park en Canadá, hace 76 millones de años. Se caracteriza por una doble fila de pequeños ganglios óseos a lo largo de la parte posterior del cráneo, a diferencia de la única fila de grandes ganglios en S. goodwini, S. edmontonensis y S. buchholtzae.